# فيايون
بلدية فيايون (بالإسبانية: Villayón) هي بلدية تقع في منطقة أستورياس شمال غرب إسبانيا.

## الديموغرافيا
بلغ عدد سكان بلدية فيايون 1.520 نسمة عام 2011 (وفقاً للمعهد الوطني للإحصاء الإسباني).
| 2.040 | 2.000 | 1.895 | 1.771 | 1.656 | 1.582 | 1.520 |